# Ludwig Viktor von Villers
Jakob Ludwig Guisbert Viktor Marquis von Villers und Graf von Grignoncourt (* 30. Juli 1810 in Niedaltdorf, Kanton Rehlingen; † 8. April 1881 in Frankfurt (Oder)) war ein deutscher Verwaltungsjurist und ein Mitglied des Preußischen Abgeordnetenhauses.

## Leben
Villers stammte aus  lothringischem Adel und diente der  Krone Preußen als Verwaltungsjurist. 
Seine Eltern waren Jakob Ludwig Giesberg von Villers (* 4. März 1767; † 17. Juli 1844) und dessen Ehefrau Magarethe Walburga von Limpach (* 28. Oktober 1781; † 23. März 1867). Sein Vater kaufte 1803 Burg Esch bei Oberesch und erhielt am 16. Mai 1827 die preußische Anerkennung des Grafenstandes.
Eine seiner ersten Tätigkeiten ist die Vertretungsweise Position des Landrates von April bis Dezember 1841 im Landkreis Cochem. Im Zeitraum von 1849 wurde er als Oberregierungsrat kommissarischer Oberbürgermeister in Düsseldorf. Als er im Juni desselben Jahres in das  Preußische Abgeordnetenhaus gewählt wurde, delegierte er die Amtsaufgaben an Ludwig Hammers. 1850 verzichtete er auf das Amt, so dass ihm Hammers offiziell folgen konnte.
Im Juli 1851 wurde er kommissarisch und im Februar 1852 endgültig zum  Regierungspräsidenten der  Hohenzollerschen Lande in Sigmaringen ernannt.
Von 1873 bis zu seinem Tode war er Zivilkommissar in Nancy.
Im 71. Lebensjahr starb er in Frankfurt an der Oder.

## Familie
Villers heiratete am 22. Juli 1843 die Freiin Elisabeth Thekla von Salis-Soglio (* 31. Januar 1816; † 24. Juli 1861). Das Paar hatte zwei Söhne:
- Gisbert Ludwig Hans Maria (* 12. September 1844; † 7. Januar 1903) ⚭ Marie van Rispen tot Sevenaer (* 30. März 1855)
- Anton Ulysses Eugen Maria (* 22. Januar 1849; † 15. Oktober 1911) ⚭ Bertha Emanuelle Marie de Ligniville